# Wolność słowa na kartonie
Wolność słowa na kartonie – studyjny album polskiego zespołu muzycznego Big Cyc, wydany 13 grudnia 2023 roku.
Autorem oprawy plastycznej jest kaliski artysta Michał Kwiatkowski.
Wszystkie utwory na płycie niosą mocne polityczne przesłanie. Na oficjalnej stronie zespołu twórcy komentują: 

Dziesięć utworów z tej płyty zostało nagranych w latach 2016-2023, czyli w czasach autorytarnej władzy PiS, która swym żelaznym cielskiem usiłowała dokonać recydywy komuny tym razem zanurzonej w święconej wodzie. To ponury okres ośmiu lat, w którym siano nienawiść do przeciwników politycznych, cenzurowano kulturę i pluto na twórców, obniżono prestiż Polski na arenie międzynarodowej, skłócono nas z Unią Europejską, spustoszono gospodarkę, powodując gigantyczne zadłużenie i największą inflację od trzydziestu lat, wypompowano miliardy złotych z budżetu państwa przez fikcyjne fundacje, szczuto na społeczności LGBT, spowodowano zapaść w edukacji i służbie zdrowia, bito kobiety na demonstracjach, prześladowano dziennikarzy piszących prawdę i wreszcie stworzono system mafijno państwowy, który ciągnął się od przekupionych lub opanowanych przez władzę mediów, aż po prokuraturę. My określamy ten czas okupacją wariatów lub drugą komuną. Piosenki powstawały sukcesywnie jako nasz muzyczny krzyk protestu. Czasem są chropawe i brudne, czasem ironiczne i wściekłe. Reagowaliśmy nimi na najbardziej głośne wydarzenia tego okresu. Niewielu artystów stać było na taką odwagę.

## Lista utworów
Źródło.
| Nr  | Tytuł utworu                  | Tekst     | Muzyka                    | Długość |
| --- | ----------------------------- | --------- | ------------------------- | ------- |
| 1.  | „Twierdza 2020”               | Jędrzejak | Jędrzejak, Lechowicz, Lis | 2:31    |
| 2.  | „Wolność słowa na kartonie”   | Skiba     | Jędrzejak                 | 3:46    |
| 3.  | „Viva! San Escobar”           | Jędrzejak | Jędrzejak                 | 2:41    |
| 4.  | „Pół na pół”                  | Jędrzejak | Jędrzejak                 | 3:58    |
| 5.  | „Ministrant edukacji”         | Skiba     | Jędrzejak                 | 4:25    |
| 6.  | „Ostatni don”                 | Jędrzejak | Jędrzejak                 | 2:49    |
| 7.  | „Warto rozmawiać”             | Jędrzejak | Jędrzejak                 | 3:46    |
| 8.  | „PiS nie może wiecznie trwać” | Jędrzejak | Jędrzejak                 | 2:43    |
| 9.  | „Sprawiedliwość i bezprawie”  | Jędrzejak | Jędrzejak                 | 3:17    |
| 10. | „Tylko spokojnie”             | Jędrzejak | Jędrzejak                 | 2:44    |
|     |                               |           |                           | 32:40   |

## Skład
- Jacek Jędrzejak – gitara basowa, śpiew
- Roman Lechowicz – gitara, śpiew
- Jarosław Lis – perkusja, śpiew
- Krzysztof Skiba – śpiew
- Piotr Sztajdel – instrumenty klawiszowe, śpiew
- Marek Szajda – gitara

oraz
- Norbert Wardawy – trąbka
- Szymon Klekowicki – puzon
- Jarek Toifl (Maq Records), Michał Lis (Lisia Nora Studio), Piotr Zygo (Izabelin Studio)  – realizacja